# Carinostoma elegans
Espèce
Synonymes
- Nemastoma elegans Sørensen, 1894
- Nemastoma elegans batorligetiense Szalay, 1952

Carinostoma elegans est une espèce d'opilions dyspnois de la sous-famille des Nemastomatinae dans la famille des Nemastomatidae.

## Distribution
Cette espèce se rencontre dans l'Ouest de l'Ukraine, en Slovaquie, en Hongrie, en Roumanie, en Serbie et en Bulgarie.

## Description
Le mâle décrit par Šestáková et Mihál en 2014 mesure 1,5 mm et les femelles de 1,8 à 2,0 mm.

## Systématique et taxinomie
Cette espèce a été décrite sous le protonyme Nemastoma elegans par Sørensen en 1894. Elle est placée dans le genre Mitostoma par Kratochvíl en 1958 puis dans le genre Carinostoma par Martens en 1978.
Nemastoma elegans batorligetiense a été placée en synonymie par Schönhofer en 2013.

## Publication originale
- Lendl, 1894 : « A Magyar Nemzeti Muzeum Kaszáspókgyüjteménye [Opiliones Musaei Nationalis Hungarici]. » Természetrajzi Füzetek, vol. 17, p. 15–33 (texte intégral).